# Leolimnophila tigris
Leolimnophila tigris är en tvåvingeart som beskrevs av Günther Theischinger 1996. Leolimnophila tigris ingår i släktet Leolimnophila och familjen småharkrankar. Inga underarter finns listade i Catalogue of Life.